# Erythroxylum ruryi
Erythroxylum ruryi är en tvåhjärtbladig växtart som beskrevs av T. Plowman. Erythroxylum ruryi ingår i släktet Erythroxylum och familjen Erythroxylaceae. Inga underarter finns listade i Catalogue of Life.